# Debenham-Inseln
Die Debenham-Inseln (in Chile Islotes Alomar) sind eine Gruppe von Inseln und Rifffelsen in der Marguerite Bay westlich der Antarktischen Halbinsel. Sie liegen zwischen der Millerand-Insel und der Fallières-Küste des Grahamlands.
Entdeckt wurden sie von Teilnehmern der British Graham Land Expedition (1934–1937) unter der Leitung des australischen Polarforschers John Rymill. Das Basislager der Expedition lag zwischenzeitlich auf der Barry-Insel inmitten dieser Gruppe. Benannt sind die Inseln nach dem australischen Polarforscher Frank Debenham (1883–1965), der dem Beratergremium für Rymills Forschungsreise angehörte. Chilenische Wissenschaftler benannten sie dagegen nach dem Hydrografen F. Alomar M., einem Teilnehmer an der 28. Chilenischen Antarktisexpedition (1973–1974).